# Seymur Nasirov

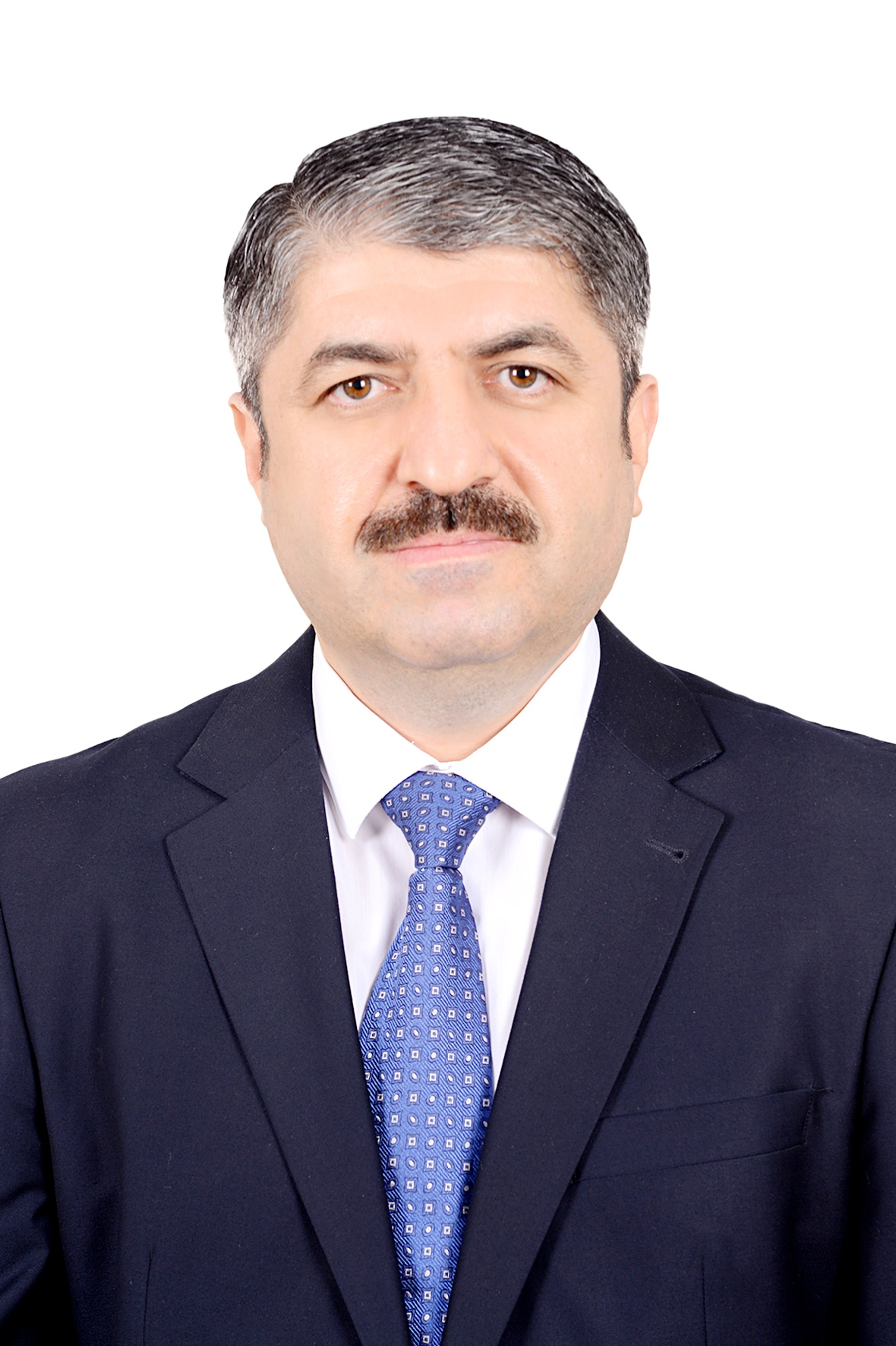
Seymur Nasirov 2020

Seymur Nasirov, aserbaidschanisch Seymur Nəsirov (* 12. November 1976 in Shuvi, Astara, Aserbaidschan) ist ein aserbaidschanischer Sprachwissenschaftler und Publizist. Er hat zahlreiche arabische und aserbaidschanische Wissenschaftsartikel und kultureller Aufsätze verfasst und ist Gastdozent für Aserbaidschanisch an der Philosophischen Fakultät der Universität Kairo sowie Beauftragter für auswärtige Beziehungen des Generalsekretariats für Fetwa-Angelegenheiten Weltweit.

## Leben
Nasirov hat 1994 an der nach A. Ibrahimov benannten weiterführende Schule in Shuvi die Schulausbildung abgeschlossen. 1998 erlangte er seinen Bachelorabschluss an der Fakultät für Islamische und Arabische Studien der Staatlichen Universität Baku. Dor machte er zudem einen Abschluss als Dolmetscher für Arabisch und Aserbaidschanisch. Im Jahr 1995 war er Mitglied einer Studierendendelegation, die auf Einladung der al-Azhar Universität nach Ägypten reiste. Dort setzte er seine Studien fort und absolvierte 2002 an der Fakultät für Islamische und Arabische Studien sein zweites Bachelorstudium. 2006 erhielt er als erster Studierender aus den Ländern der ehemaligen Sowjetunion die traditionelle Lehrbefugnis (arabisch اجازة, DMG iǧāza) durch den Ägpytischen Fatwa Rat. Seinen Master machte er 2011 auf dem Gebiet der arabischen Sprache und Literatur und veröffentlichte seine Publikation zu Biographien aserbaidschanischer Gelehrter in arabischen Quellen.
2020 promovierte Nasirov erneut zum Thema der arabischen Sprache und literatur. Er erhielt weitere Lehrbefugnise unter anderem durch Ali Cuma, den ehemaligen Mufti von Kairo. Er nahm an vielen internationalen Konferenzen, Symposien, Radio- und Fernsehprogrammen teil.

## Schriften (Auswahl)
- Azərbaycanda Qurban bayramı. 2007.
- Misirdə Azərbaycan dahilərinin rolu. In: Diplomatiya. Mai 2017 (arabisch).
- Ərəb dilinin yayılmasında Azərbaycanın töhfələri August 2020 (Forschungsarbeit).

## Ehrungen und Auszeichnungen
- 2019: Ehrenurkunde der Botschaft der Republik Usbekistan in Kairo aufgrund seiner Dienste für die ägyptisch-usbekische Gemeinschaft
- 2019: Ehrenurkunde der Fakultät für Sprachen und Übersetzung der al-Azhar Universität aufgrund der Stärkung der Beziehungen zwischen Ägypten und Aserbaidschan
- 2019: Ehrenplakette der al-Ashraf Gemeinschaft der Arabischen Republik von Ägypten aufgrund seiner Dienste zur Stärkung der Beziehungen zwischen Ägypten und Aserbaidschan
- 2018: Medaille des Ministeriums für Hochschulbildung in Ägypten für seine herausragende Leistung bei der Stärkung der kulturellen und wissenschaftlichen Beziehungen zwischen Ägypten Aserbaidschan
- 28. Dezember 2017: Medaille für „Fortschritt“ (auch Beförderungsmedaille) durch Entscheid des Präsidenten İlham Əliyev von Aserbaidschan aufgrund seiner hervorragenden Dienste für die Festigung der Beziehungen zwischen dem aserbaidschanischen Volk mit anderen Völkern[6]